# 福瑞沙海岸區政府

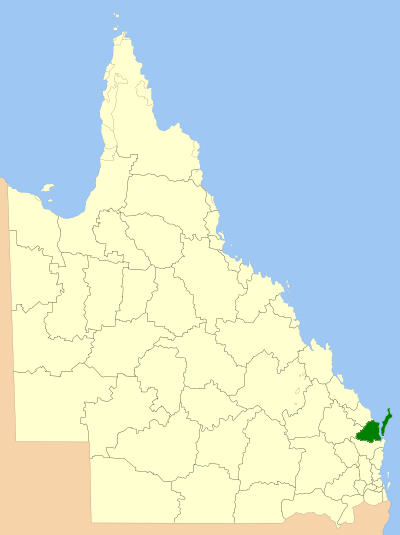
福瑞沙區於昆士蘭州位置圖

福瑞沙海岸區（英語：Fraser Coast Region）是澳大利亞昆士蘭州的地方政府；2008年，由3個地方政府合併而成，轄境有7125平方公里，所統籌的政府預算有澳幣1.1億；2006年，人口有86,747人。

## 區議會
區議會有議席10座，未劃定選區；區長為直選。

## 外部連結
- 福瑞沙海岸區政府官方網站 （页面存档备份，存于）